# Kygo
Kyrre Gørvell-Dahll, känd som Kygo, född 11 september 1991 i Singapore, är en norsk discjockey, remixare och musikproducent. Han slog igenom med sin remix av Ed Sheerans "I See Fire" från 2013 och sin egen singel "Firestone" med Conrad Sewell från 2014. För sina framgångar blev han tilldelad priset "Årets nykomling" på den norska musikshowen P3 Gull samma år. Artistnamnet "Kygo" är en sammansättning av de första stavelserna i hans för- och efternamn.
I slutet av 2015 blev Kygo den artist som snabbast fått en miljard spelningar på Spotify. Kygo har sedan dess släppt flera singlar, som "Stole the Show", "Here for You" och "Stay" år 2015, "It Ain't Me" år 2017 med Selena Gomez samt en remix av "Higher Love" år 2019 i ett postumt samarbete med Whitney Houston. Alla dessa låtar nådde höga placeringar på topplistor runt om i världen. Debutalbumet Cloud Nine släpptes den 13 maj 2016.
Kygo har sammanlagt fått över 15 miljarder spelningar på Spotify och fem miljarder visningar på Youtube.

## Biografi

### 1991–2013: Tidiga år
Kygo föddes den 11 september 1991 i Singapore av norska föräldrar, och växte upp i Bergen. Hans far jobbade i sjöfartsindustrin, så under sin barndom bodde familjen också i Brasilien, Japan, Kenya och Egypten. Han började ta pianolektioner vid sex års ålder, men slutade tio år senare.
När han tjänstgjorde i militären var en av hans kollegor en strävande musikproducent, som satte honom på banan. Han började producera remixer och elektronisk musik med den svenska discjockeyn Avicii som sin främsta inspiration. Kygo ser fortfarande sig själv mer som en pianist än en producent. När han bestämde sig för att helt satsa på sin musik var han halvvägs igenom sin universitetsexamen.
Den 15 maj 2013 släppte han sin första singel "Epsilon" med det rumänska skivbolaget Ensis Records.

### 2014: Genombrott
Under 2014 slog han igenom stort med sina remixer av "Younger" av Seinabo Sey och "I See Fire" av Ed Sheeran. Remixen av "Younger" hamnade på en första plats på norska topplistan och blev även en stor hit i Sverige. Efter genombrottet skrev han skivkontrakt med Sony Music. och den 1 december släpptes singeln "Firestone" i samarbete med Conrad Sewell genom bolaget. "Firestone" fick mycket internationell uppmärksamhet och nådde höga placeringar på listor runt om i världen. I Norge hade låten som högst en förstaplats och i Sverige en andraplats.
Efter att ha fått över 80 miljoner visningar på Youtube och Soundcloud kontaktades Kygo av Avicii och Coldplay för att skapa en remix av låten "Midnight". Den 19 september 2014 bekräftades det att Kygo skulle ersätta Avicii på huvudscenen i Tomorrowland på grund av den sistnämndas hälsoproblem.

### 2015–2016:Cloud Nine
I februari 2015 var Kygos låt "ID" med i den officiella trailern för Ultra Music Festival. Samma låt finns också med i datorspelet FIFA 16. Den 21 mars 2015 släppte han singeln "Stole the Show" med Parson James, som har över 435 miljoner visningar på Youtube. "Stole the Show" är Kygos tredje mest spelade låt på Spotify. Den 31 juli 2015 släppte han "Nothing Left" med Will Heard, som nådde en första plats på den norska topplistan.
I augusti 2015 var Kygo en huvudaktör på musikfestivalen Lollapalooza i Chicago. Den 4 september 2015 släppte han sin sjätte singel "Here for You" med Ella Henderson. I oktober 2015 deltog Kygo i ett TV-segment med den amerikanska programledaren James Corden. Tre månader senare släpptes hans sjunde singel, "Stay", producerad tillsammans med den norska skivproducenten William Larsen och med sång av Maty Noyes. I december 2015 blev Kygo artisten som snabbast nått en miljard spelningar på Spotify.
Efter "Stay" släpptes meddelade Kygo att han skulle ge sig ut på en turné för att marknadsföra sitt kommande debutalbum. Strax efter avslöjade han att albumet skulle släppas den 19 februari 2016, men den försenades. Istället släppte debutalbumet den 13 maj med titeln "Cloud Nine". Innan albumet släpptes tre marknadsföringssinglar; "Fragile" i samarbete med Labrinth, "Raging" med det irländska bandet Kodaline samt "I'm In Love" med sång av James Vincent McMorrow. I albumet ingick också samarbeten med Parson James, Tom Odell, Conrad Sewell, John Legend, Foxes, Rhodes, Matt Corby, Maty Noyes, Julia Michaels och Angus & Julia Stone.
Vid avslutningsceremonin för olympiska sommarspelen 2016 den 21 augusti framförde Kygo sin nya singel "Carry Me" med den amerikanska sångerskan och låtskrivaren Julia Michaels. Detta skedde på stadion Maracanã i Rio de Janeiro i en del av en plan att annonsera Olympiska kanalen, som startade strax efter.

### 2017–2018:StargazingochKids in Love
Den 16 februari 2017 släppte Kygo "It Ain't Me" i samarbete med den amerikanska sångerskan Selena Gomez. "It Ain't Me" är huvudsingeln på hans första EP, Stargazing. Låten blev en hit som har spelats över 1,3 miljard gånger på Spotify och visats 635 miljoner gånger på Youtube. Förutom att toppa listorna i Kroatien, Libanon och Norge var den också på topp fem i ytterligare 20 länder, inklusive Sverige, Finland och Tyskland. 
Den 28 april släppte han den andra låten från sin EP: "First Time", med den brittiska sångerskan Ellie Goulding. Den 15 september samma år remixade han U2:s låt "You're The Best Thing About Me", som släpptes som en samarbetssingel med bandet.
I oktober 2017 avslöjade Kygo att hans andra album skulle heta "Kids in Love" och skulle släppas den 3 november samma år. Dagen efter släpptes titelspåret med samma namn, tillsammans med The Night Game. En ytterligare singel, "Stranger Things" tillsammans med Onerepublic, släpptes till radio den 24 januari 2018 efter albumsläppet. Alan Walker gjorde senare en officiell remix av "Stranger Things" i februari. I mars släppte han den tredje singeln från albumet: "Remind Me to Forget" med den amerikanska sångaren Miguel, som har spelats över 500 miljoner gånger på Spotify.

### 2018–2020:Golden Hour
Den 29 Maj 2020 släpptes Kygos tredje album "Golden Hour", med bland annat singlarna "Like It Is" med Zara Larsson och Tyga, "Higher Love" med Whitney Houston och "Lose Somebody" med Onerepublic.
Hans fjärde album släpptes utan förvarning den 11 November 2022, och innehöll bland annat de tidigare släppta singlarna "Undeniable" med X Ambassadors, "Dancing Feet" med DNCE, "Never Really Loved Me" med Dean Lewis och "Woke Up in Love" med Gryffin och Calum Scott.

## Diskografi
Studioalbum
- 2016 – Cloud Nine
- 2018 – Kids in Love
- 2020 – Golden Hour
- 2022 – Thrill of The Chase

| 2013                                                  | "Younger (Kygo Remix)" (med Seinabo Sey)           | 1 | —  | —  | — | —  | —  | —  | 38 | —  | —  | —  |   |
| 2014                                                  | "Cut Your Teeth (Kygo Remix)" (med Kyla La Grange) | — | —  | —  | — | —  | —  | —  | 19 | 50 | —  | —  |   |
| 2014                                                  | "Firestone" (feat. Conrad)                         | 1 | 68 | 6  | 6 | 3  | 3  | 19 | 3  | 2  | 4  | 15 |   |
| 2015                                                  | "Stole the Show" (feat. Parson James)              | 1 | —  | 71 | 7 | 12 | 55 | —  | 19 | 1  | 21 | 85 |   |
| 2015                                                  | "Nothing Left" (feat. Will Heard)                  | — | —  | —  | — | —  | —  | —  | —  | —  | —  | —  |   |
| 2015                                                  | "Here For You" (feat. Ella Henderson)              | — | —  | —  | — | —  | —  | —  | —  | —  | —  | —  | — |
| "—" betecknar att singeln inte tog sig upp på listan. |                                                    |   |    |    |   |    |    |    |    |    |    |    |   |

### Promosinglar
| "ID - Ultra Music Festival Anthem"                    | 2015 | 31 | 83 | 76 |  |
| "I See Fire"                                          | 2015 | —  | —  | —  |  |
| "—" betecknar att singeln inte tog sig upp på listan. |      |    |    |    |  |

### Originallåtar
| År   | Titel                               |
| ---- | ----------------------------------- |
| 2013 | "Laber Bris (For Many Years)"       |
| 2013 | "Epsilon"                           |
| 2013 | "For Many Years"                    |
| 2014 | "Firestone" feat. Conrad            |
| 2015 | "Stole the Show" feat. Parson James |
| 2015 | "Stay" feat. Maty Noyes             |

### Remixer
| År   | Titel                            | Originalartist                |
| ---- | -------------------------------- | ----------------------------- |
| 2013 | "Stay"                           | Rihanna feat. Mikky Ekko      |
| 2013 | "The Wilhelm Scream"             | James Blake                   |
| 2013 | "Limit to Your Love"             | James Blake                   |
| 2013 | "Let Her Go"                     | Passenger                     |
| 2013 | "Brother"                        | Matt Corby                    |
| 2013 | "Resolution"                     | Matt Corby                    |
| 2013 | "Caravan"                        | Passenger                     |
| 2013 | "Jolene"                         | Dolly Parton                  |
| 2013 | "Angels"                         | The xx                        |
| 2013 | "No Diggity" vs. "Thrift Shop"   | Ed Sheeran & Passenger        |
| 2013 | "Can't Afford It All"            | Jakubi                        |
| 2013 | "Electric Feel"                  | Henry Green                   |
| 2013 | "Dancer"                         | Didrik Thulin                 |
| 2013 | "I Don't Like You"               | Eva Simons                    |
| 2013 | "High for This"                  | Ellie Goulding                |
| 2013 | "Sexual Healing"                 | Marvin Gaye                   |
| 2013 | "I See Fire"                     | Ed Sheeran                    |
| 2014 | "Younger"                        | Seinabo Sey                   |
| 2014 | "Cut Your Teeth"                 | Kyla La Grange                |
| 2014 | "Miami 82"                       | Syn Cole feat. Madame Buttons |
| 2014 | "Wait"                           | M83                           |
| 2014 | "Shine"                          | Benjamin Francis Leftwich     |
| 2014 | "Midnight"                       | Coldplay                      |
| 2014 | "Often"                          | The Weeknd                    |
| 2014 | "Dirty Paws"                     | Of Monsters and Men           |
| 2015 | "Coming Over"                    | James Hersey                  |
| 2015 | "Take on Me"                     | A-ha                          |
| 2016 | "Starboy"                        | The Weeknd feat. Daft Punk    |
| 2017 | "Tired"                          | Alan Walker & Gavin James     |
| 2017 | "You're the Best Thing About Me" | U2                            |